# Skład Kancelarii Prezesa Rady Ministrów Mateusza Morawieckiego
Skład Kancelarii Premiera podczas pierwszego, drugiego i trzeciego rządu Mateusza Morawieckiego (od 11 grudnia 2017 do 13 grudnia 2023)

## Trzeci rząd Mateusza Morawieckiego

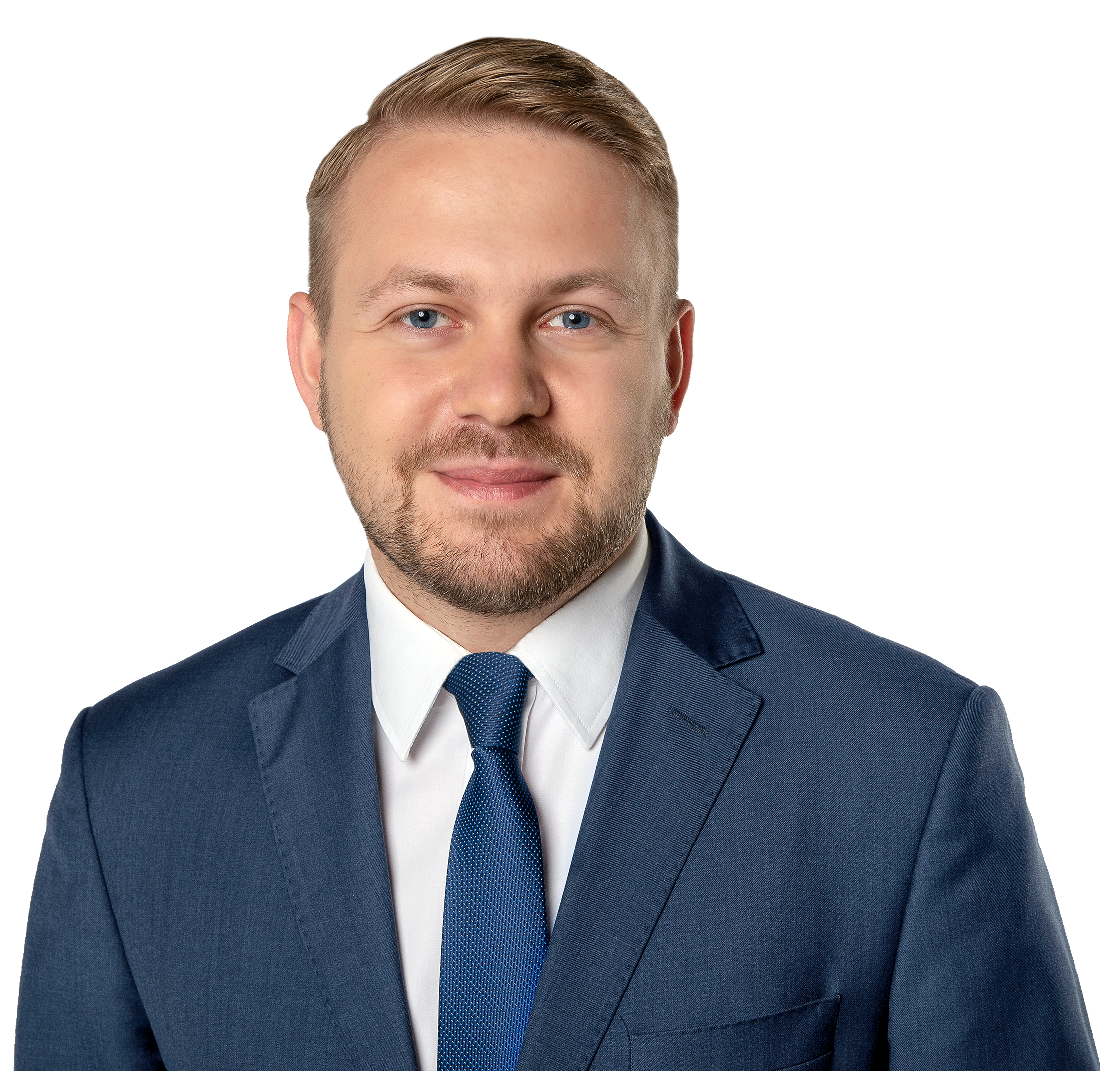
minister-członek Rady Ministrów Jacek Ozdoba (SP)[a]

## Drugi rząd Mateusza Morawieckiego (w dniu dymisji)

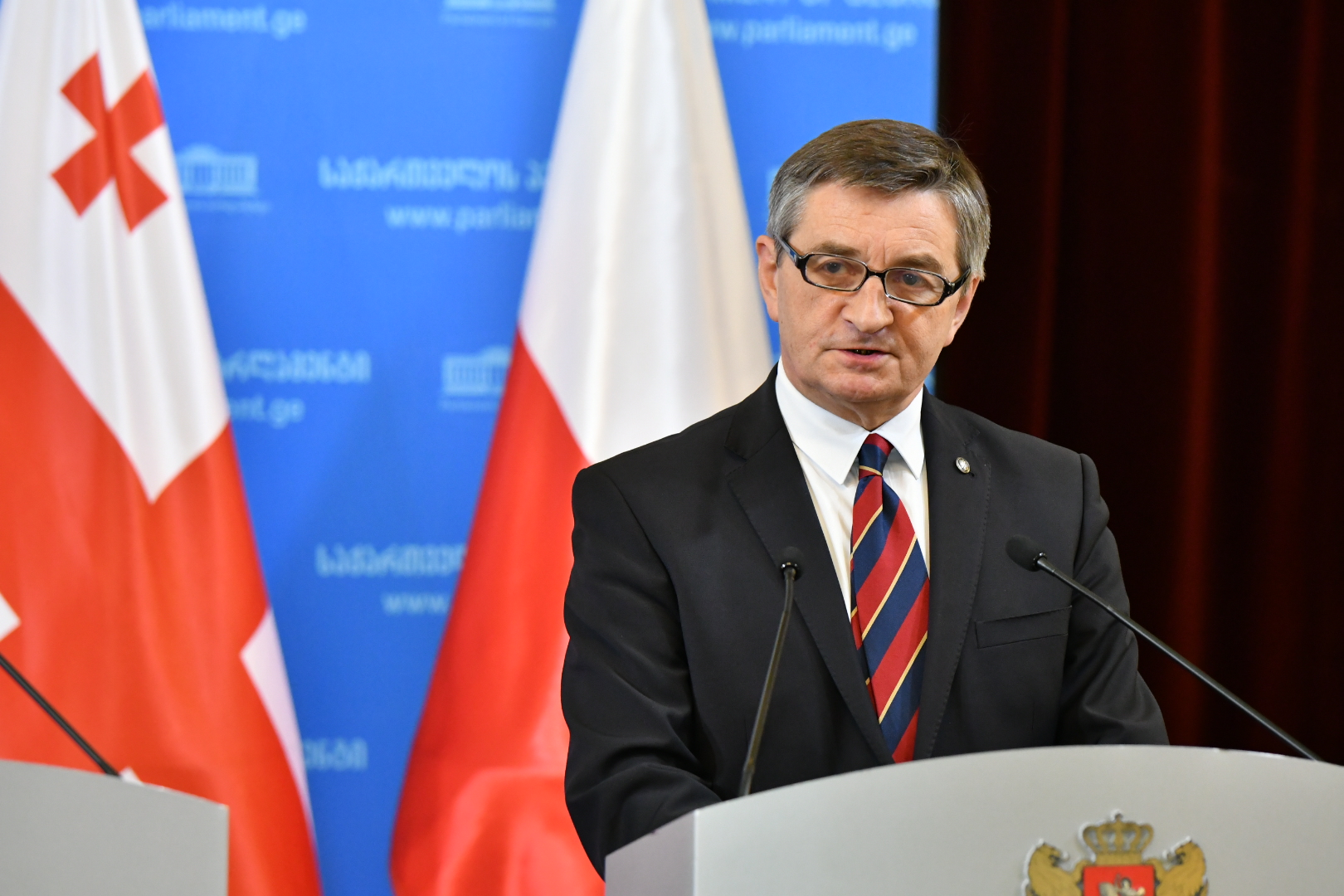
szef Kancelarii Premiera i minister-członek Rady Ministrów Marek Kuchciński (PiS)[b]
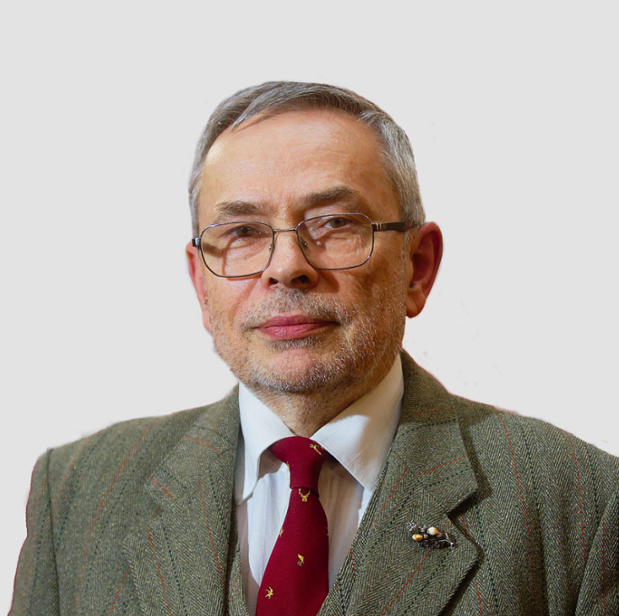
zastępca szefa Kancelarii Premiera i podsekretarz stanu Andrzej Klarkowski
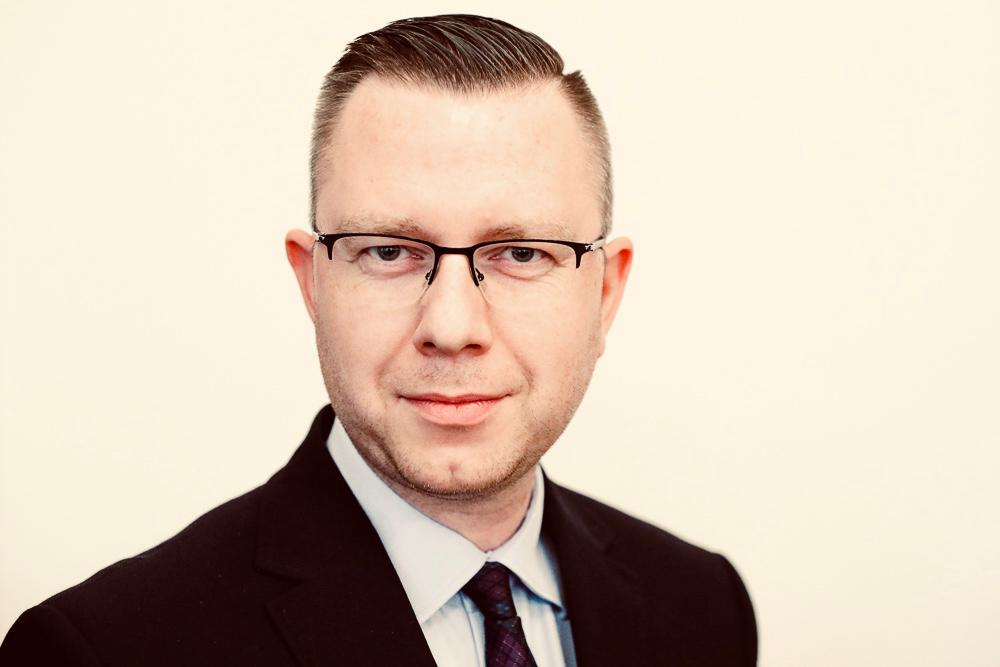
szef Gabinetu Politycznego Premiera i sekretarz stanu Krzysztof Kubów (PiS)
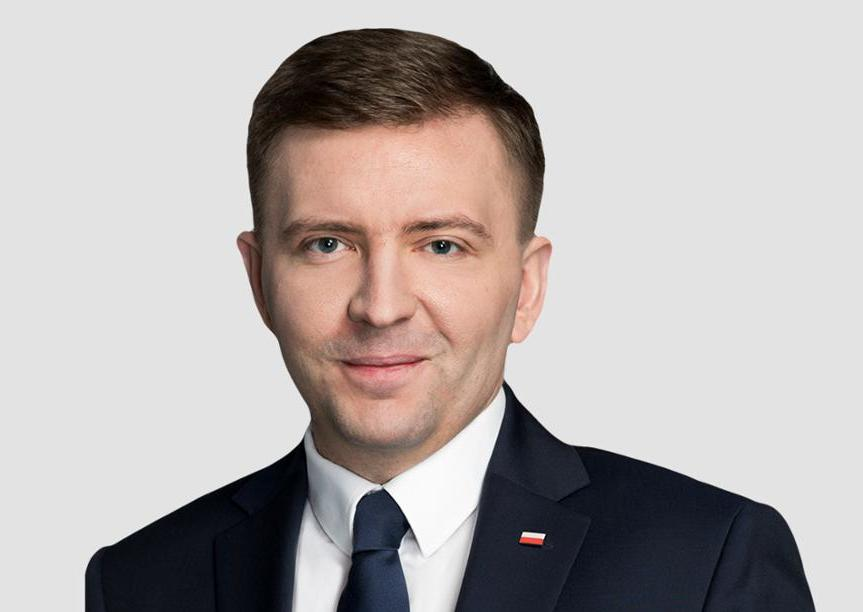
przewodniczący Komitetu Stałego Rady Ministrów Łukasz Schreiber (PiS)[c]
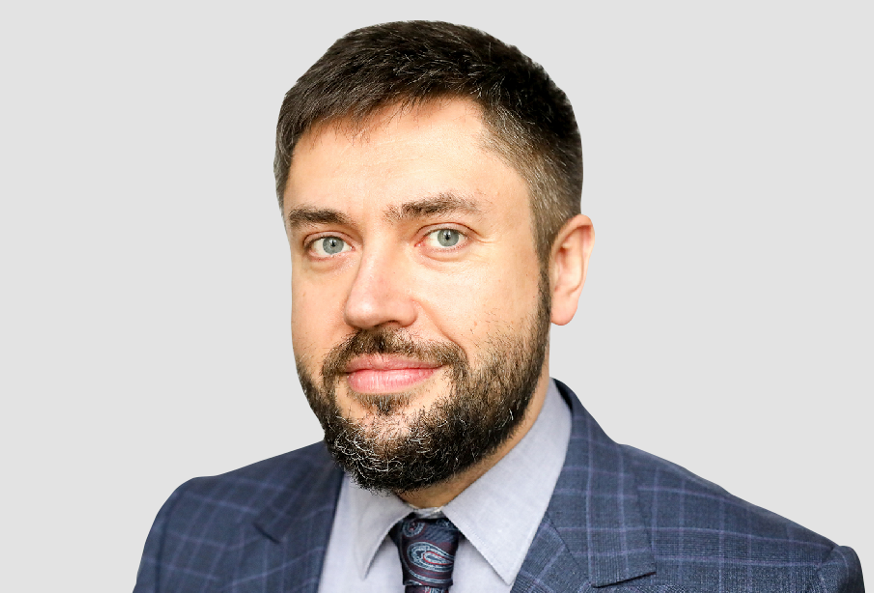
zastępca przewodniczącego Stałego Komitetu Rady Ministrów Jarosław Wenderlich (PiS)[d]
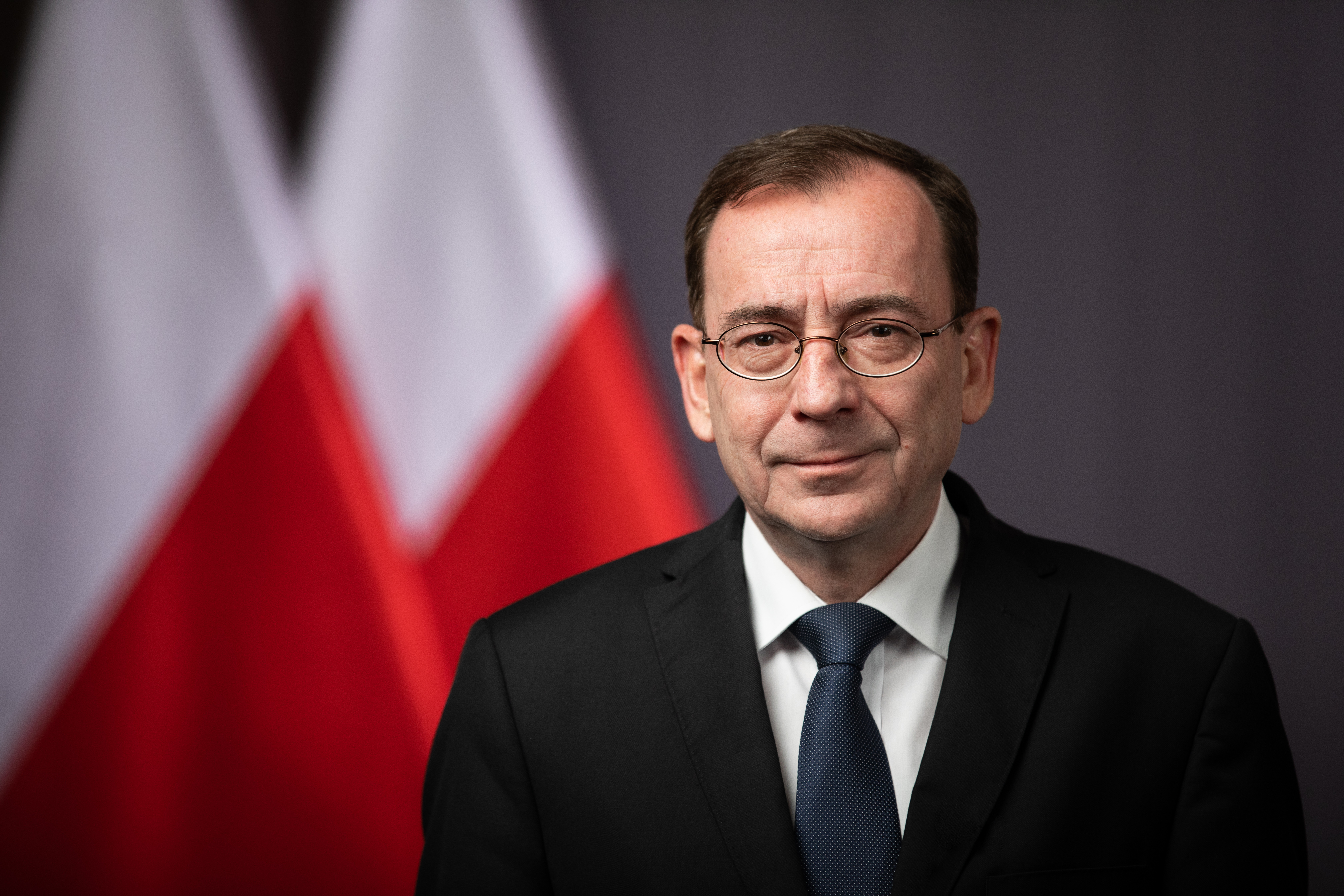
koordynator ds. służb specjalnych Mariusz Kamiński (PiS)[e]
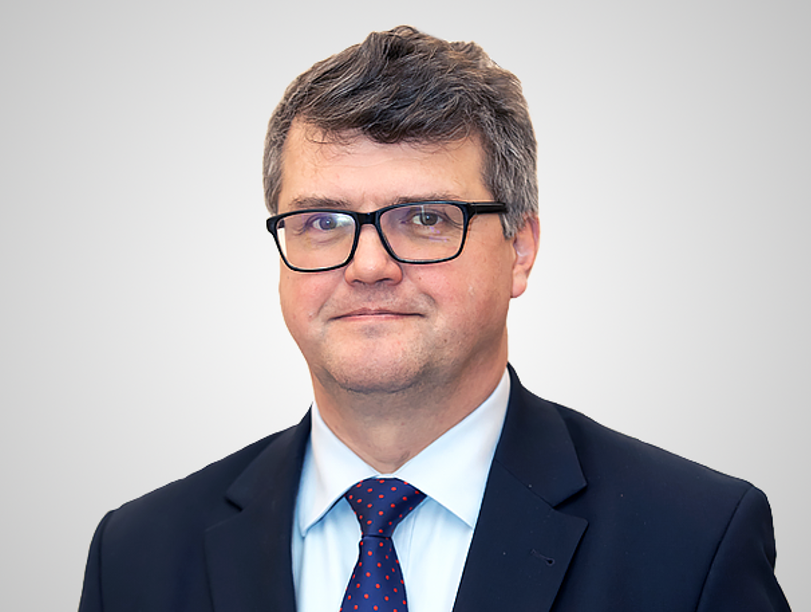
sekretarz Kolegium do spraw Służb Specjalnych Maciej Wąsik
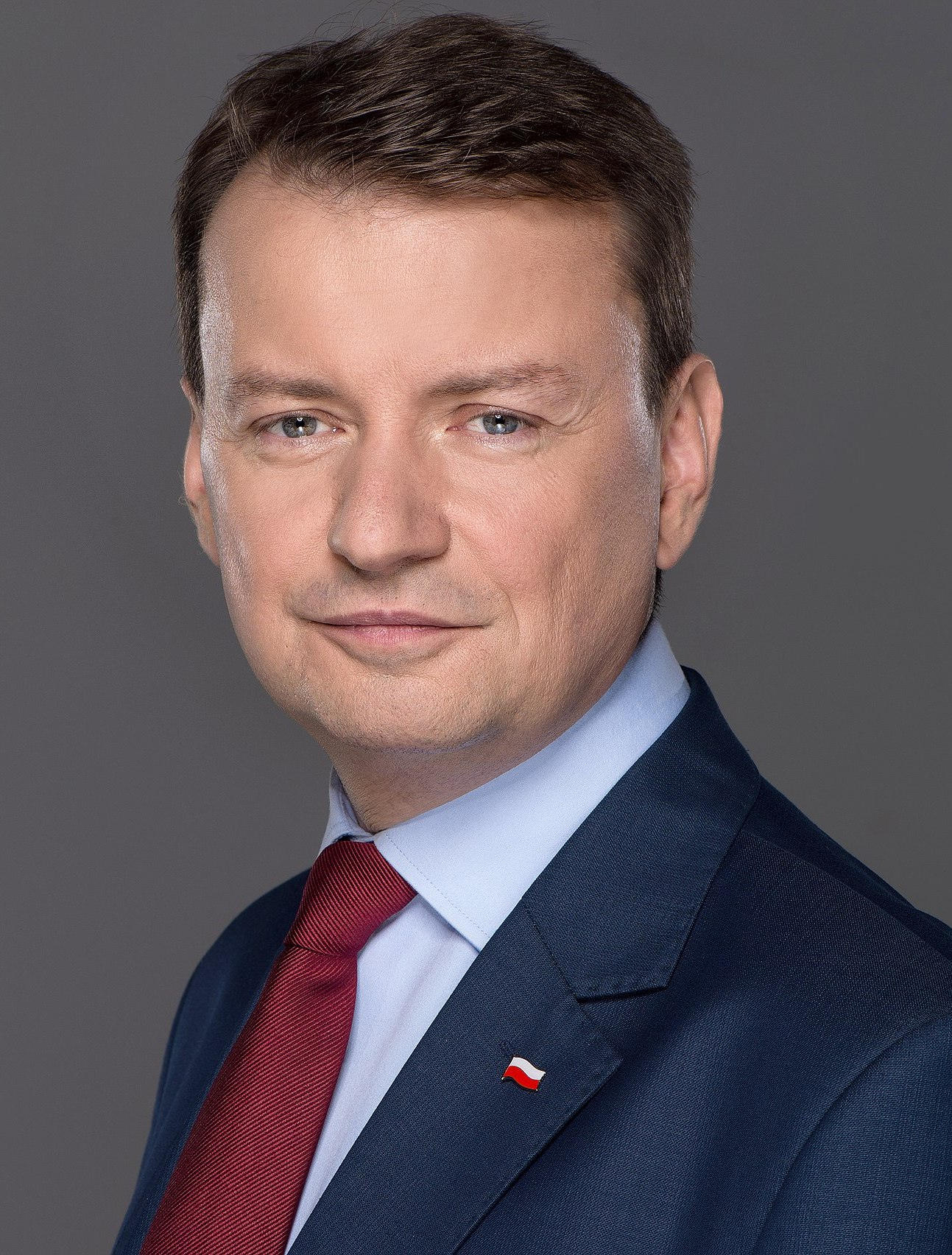
przewodniczący Komitetu do spraw Bezpieczeństwa Narodowego i spraw Obronnych Mariusz Błaszczak (PiS)[f]
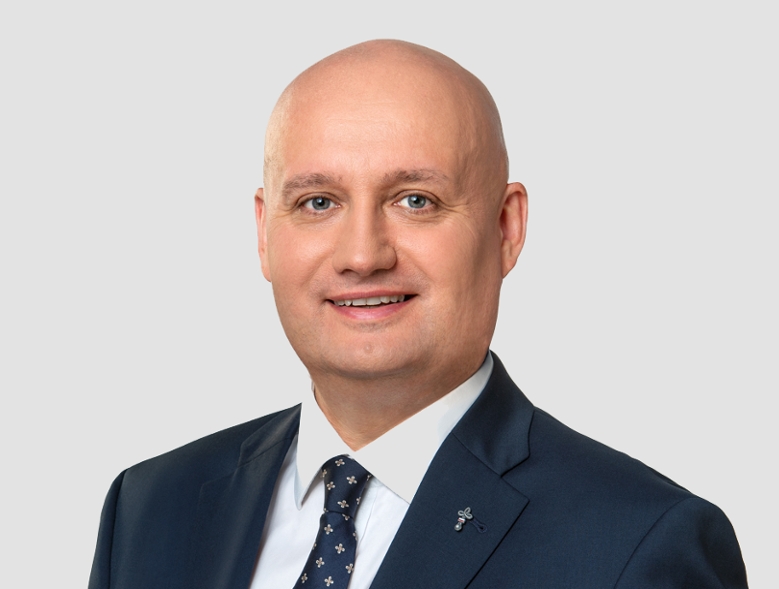
sekretarz Komitetu Rady Ministrów ds. Bezpieczeństwa Narodowego i spraw Obronnych Zbigniew Hoffmann (PiS)[g]
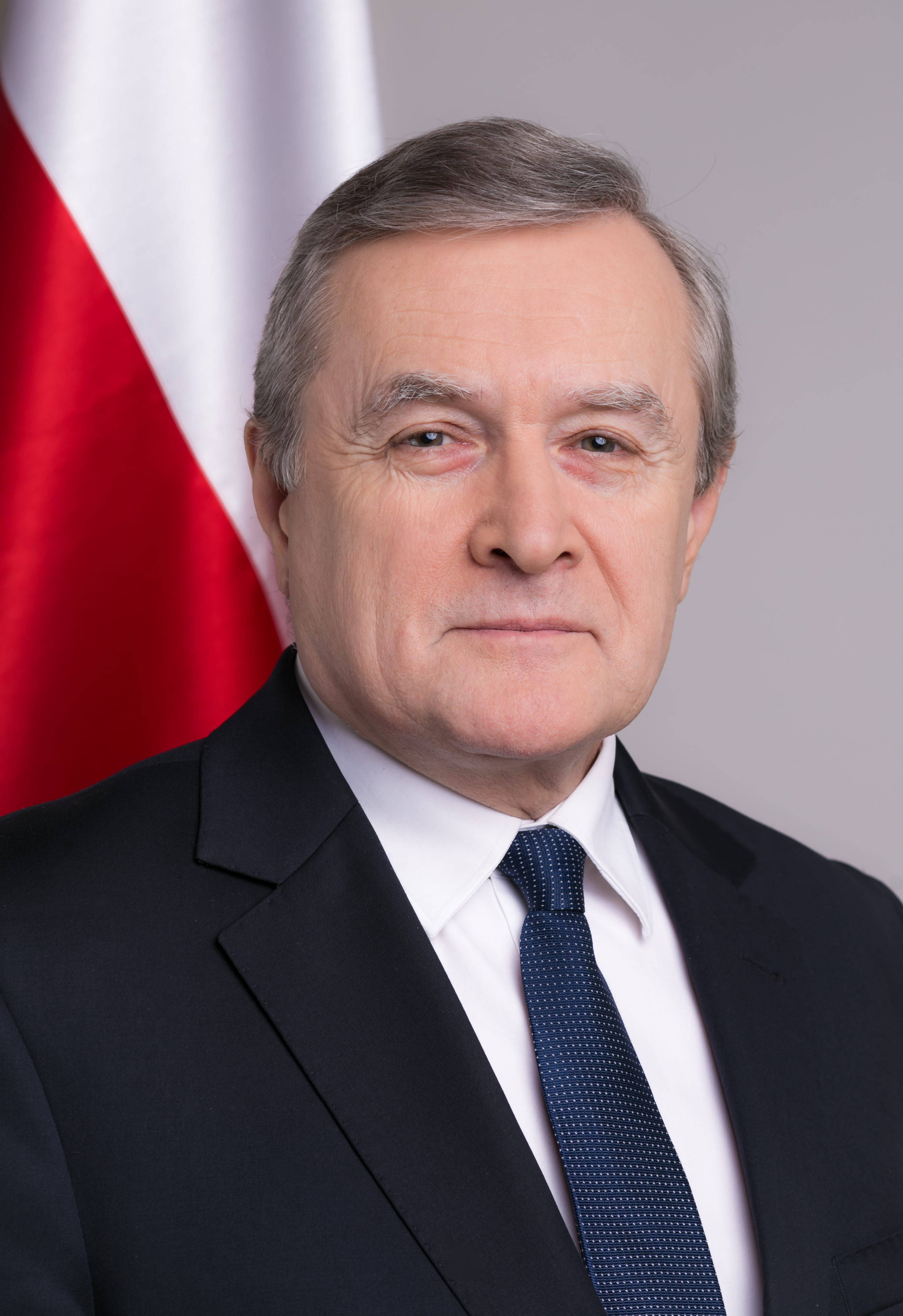
przewodniczący Komitetu ds. Pożytku Publicznego Piotr Gliński (PiS)[h]
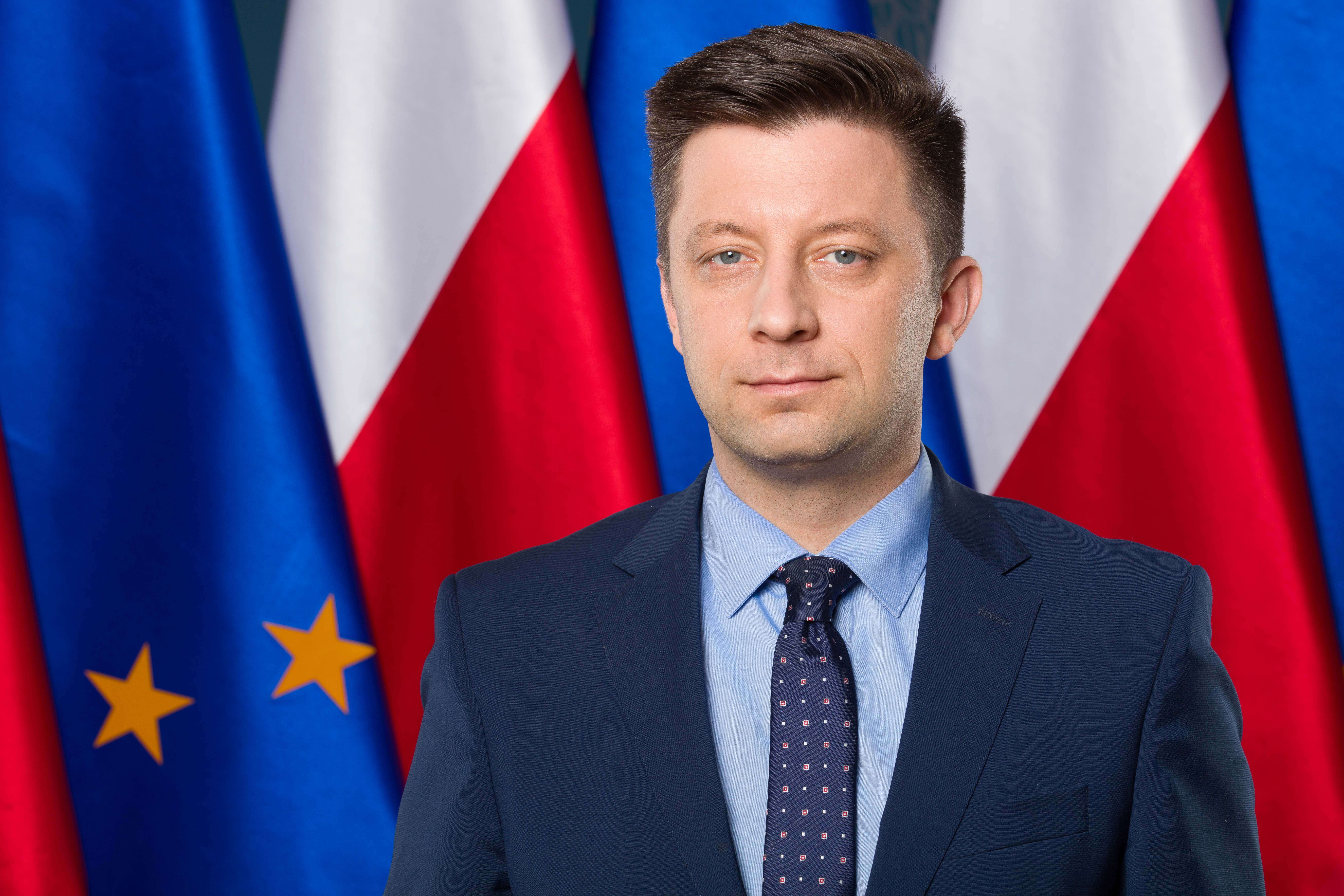
minister-członek Rady Ministrów Michał Dworczyk (PiS)
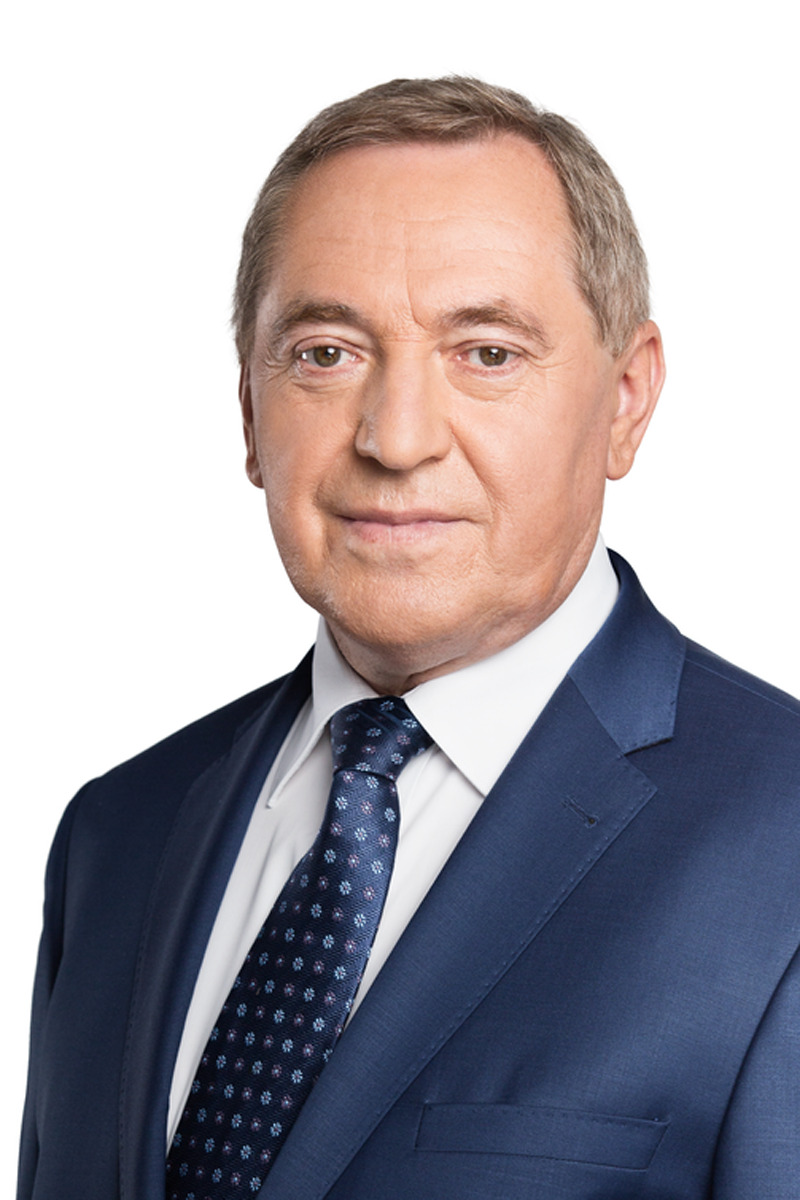
minister-członek Rady Ministrów Henryk Kowalczyk (PiS)
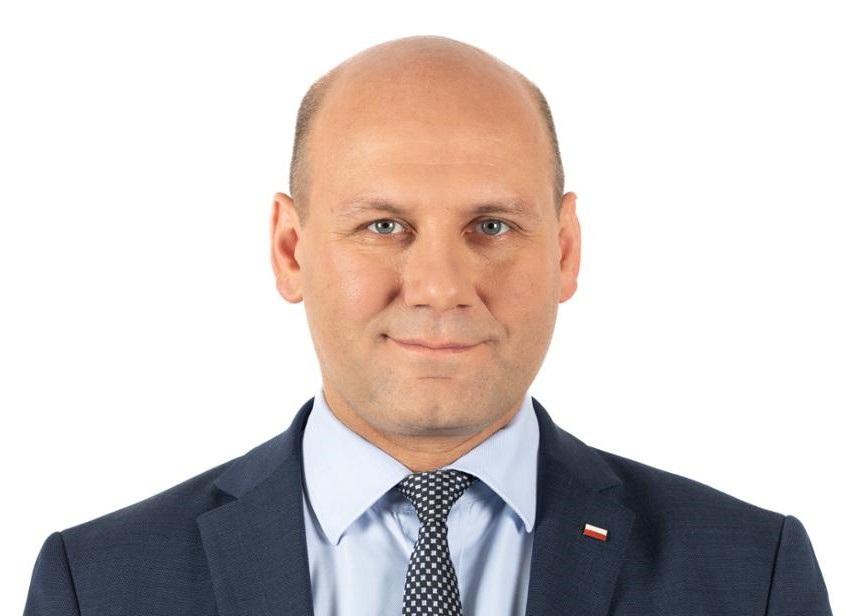
minister ds. Unii Europejskiej Szymon Szynkowski vel Sęk (PiS)
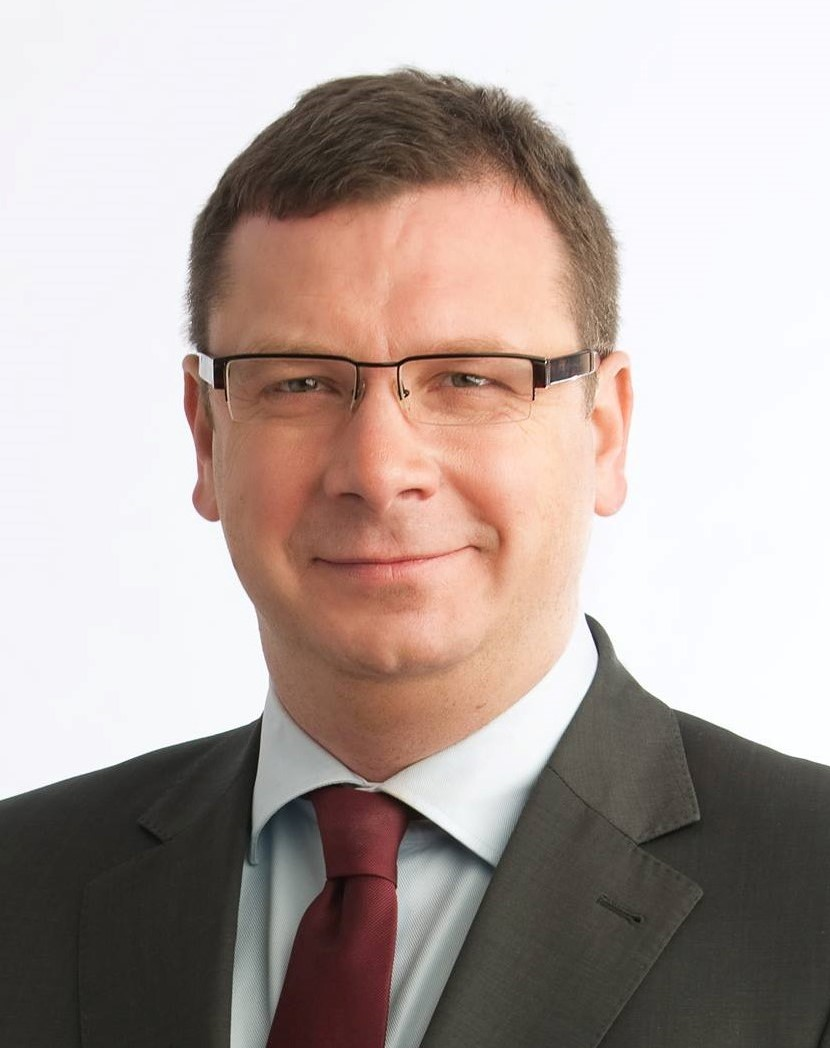
minister-członek Rady Ministrów Michał Wójcik (SP)
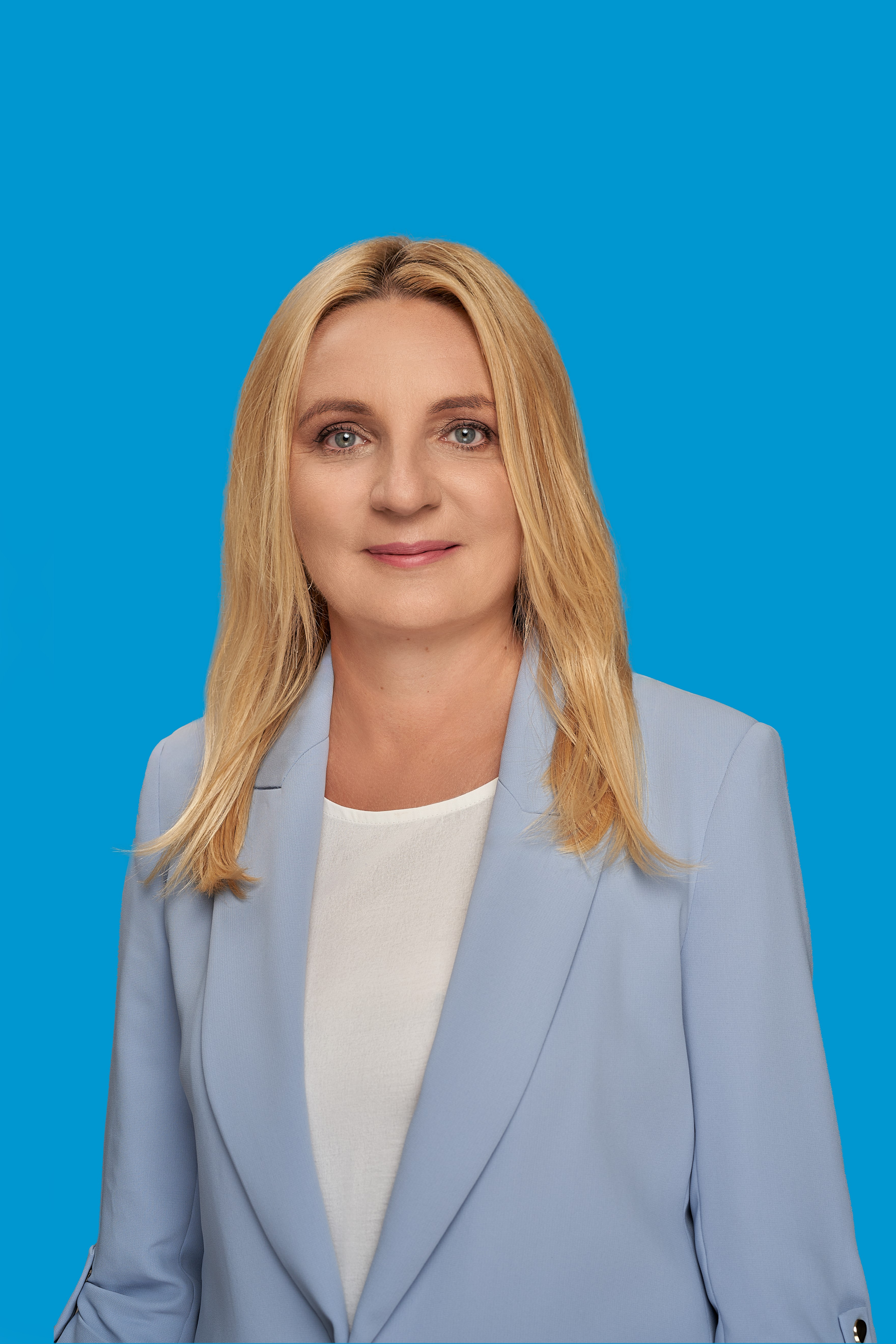
minister-członek Rady Ministrów Agnieszka Ścigaj (PS)
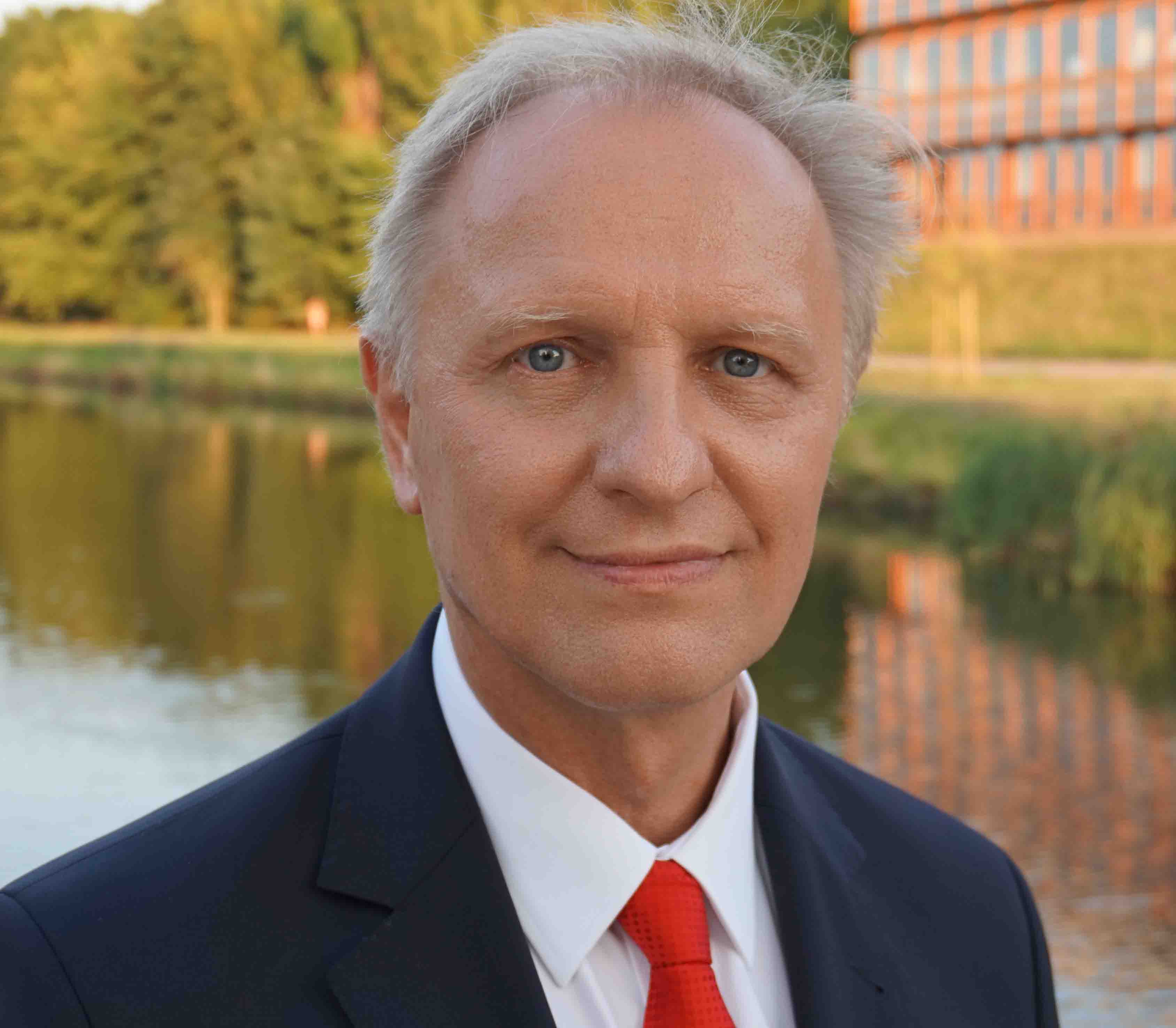
minister-członek Rady Ministrów Włodzimierz Tomaszewski (Republikanie)
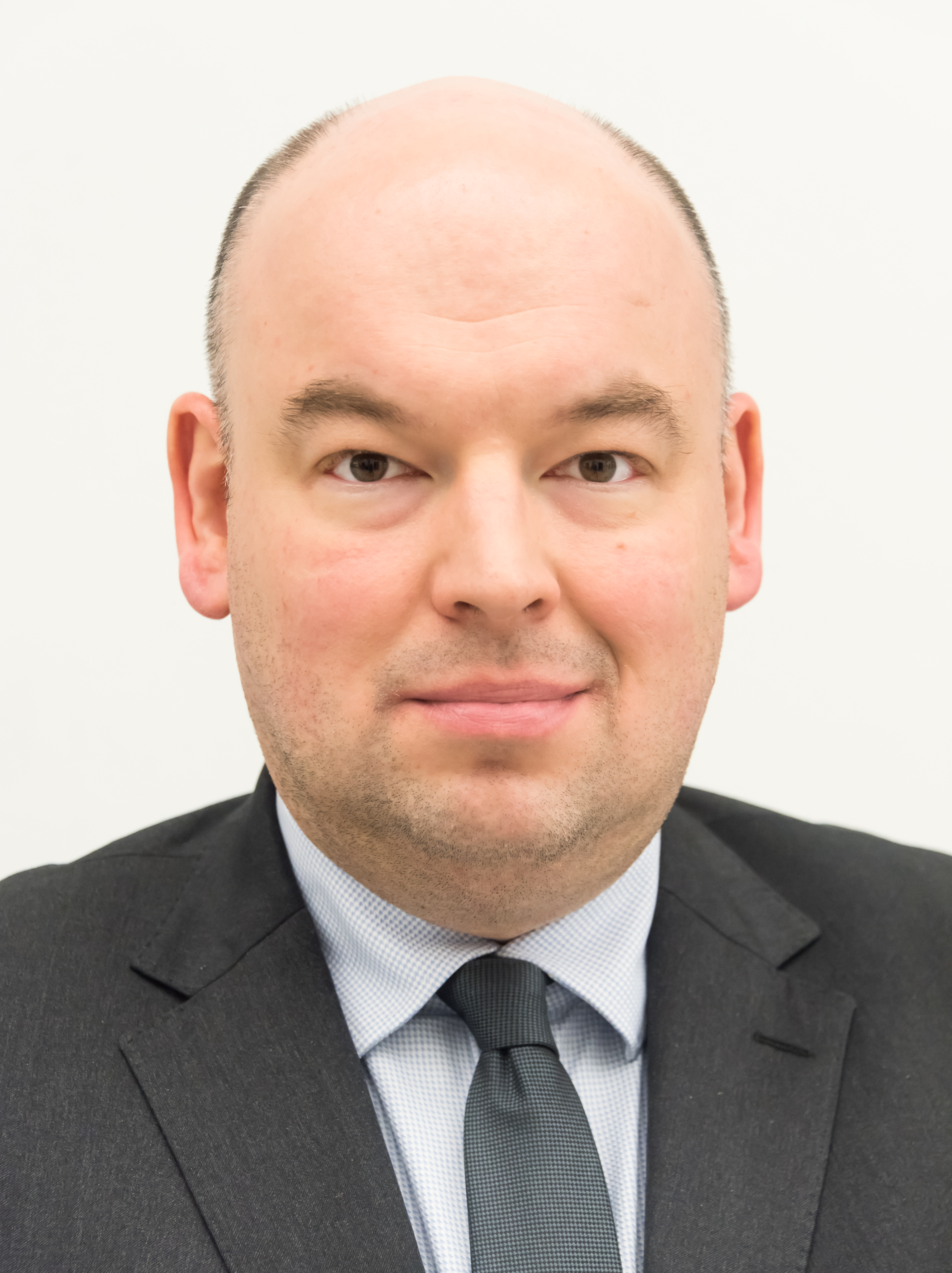
pełnomocnik Rządu do spraw Polonii i Polaków za Granicą Jan Dziedziczak (PiS)[i]
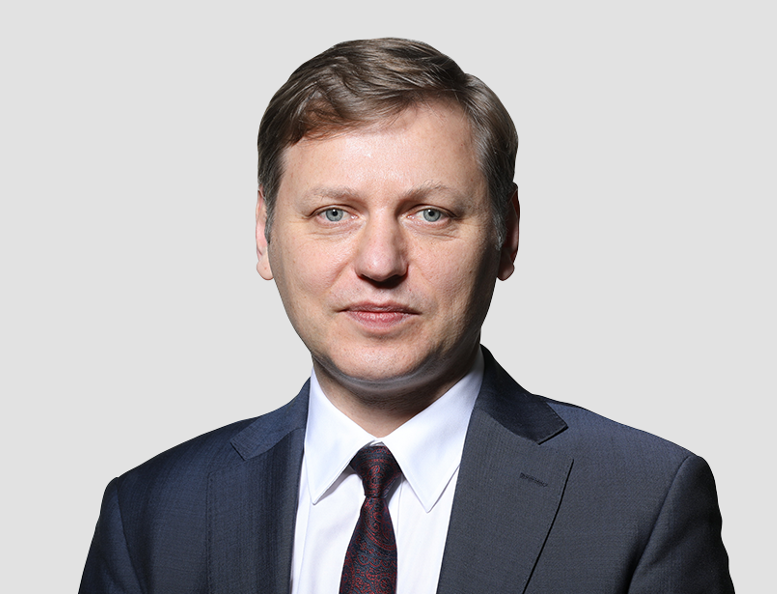
szef Rządowego Centrum Analiz Norbert Maliszewski[j]
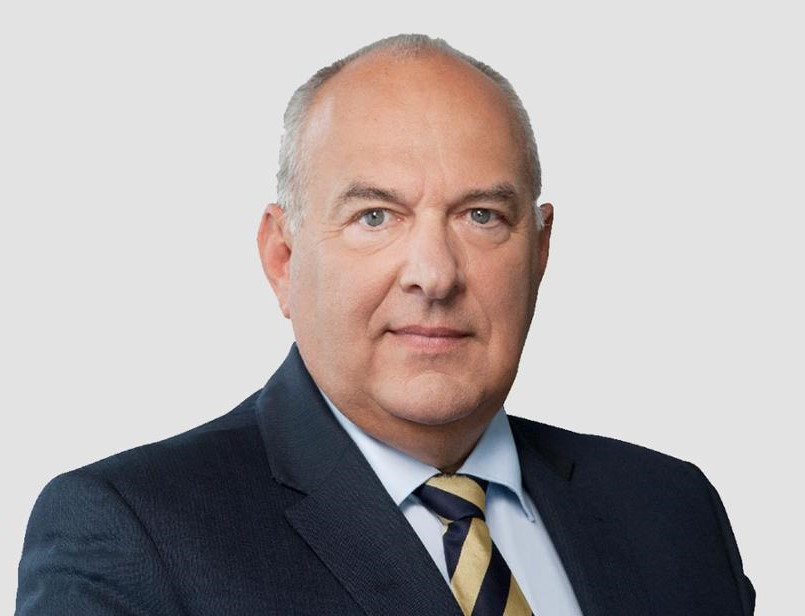
sekretarz stanu Tadeusz Kościński
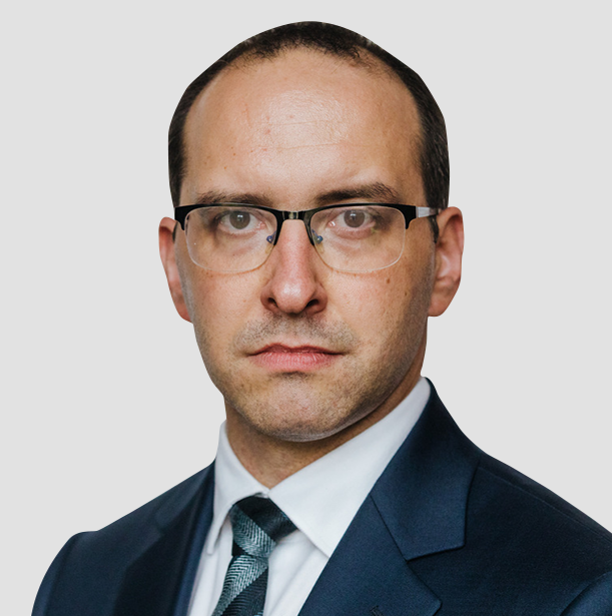
pełnomocnik premiera ds. Bezpieczeństwa Przestrzeni Informacyjnej RP Stanisław Żaryn[k]
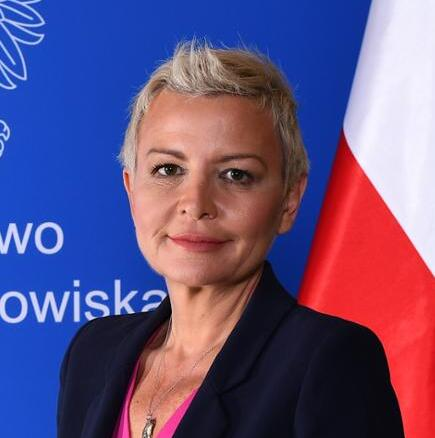
pełnomocnik rządu ds. strategicznej infrastruktury energetycznej i sekretarz stanu Anna Łukaszewska-Trzeciakowska[l]
podsekretarz stanu ds. Unii Europejskiej Karolina Rudzińska
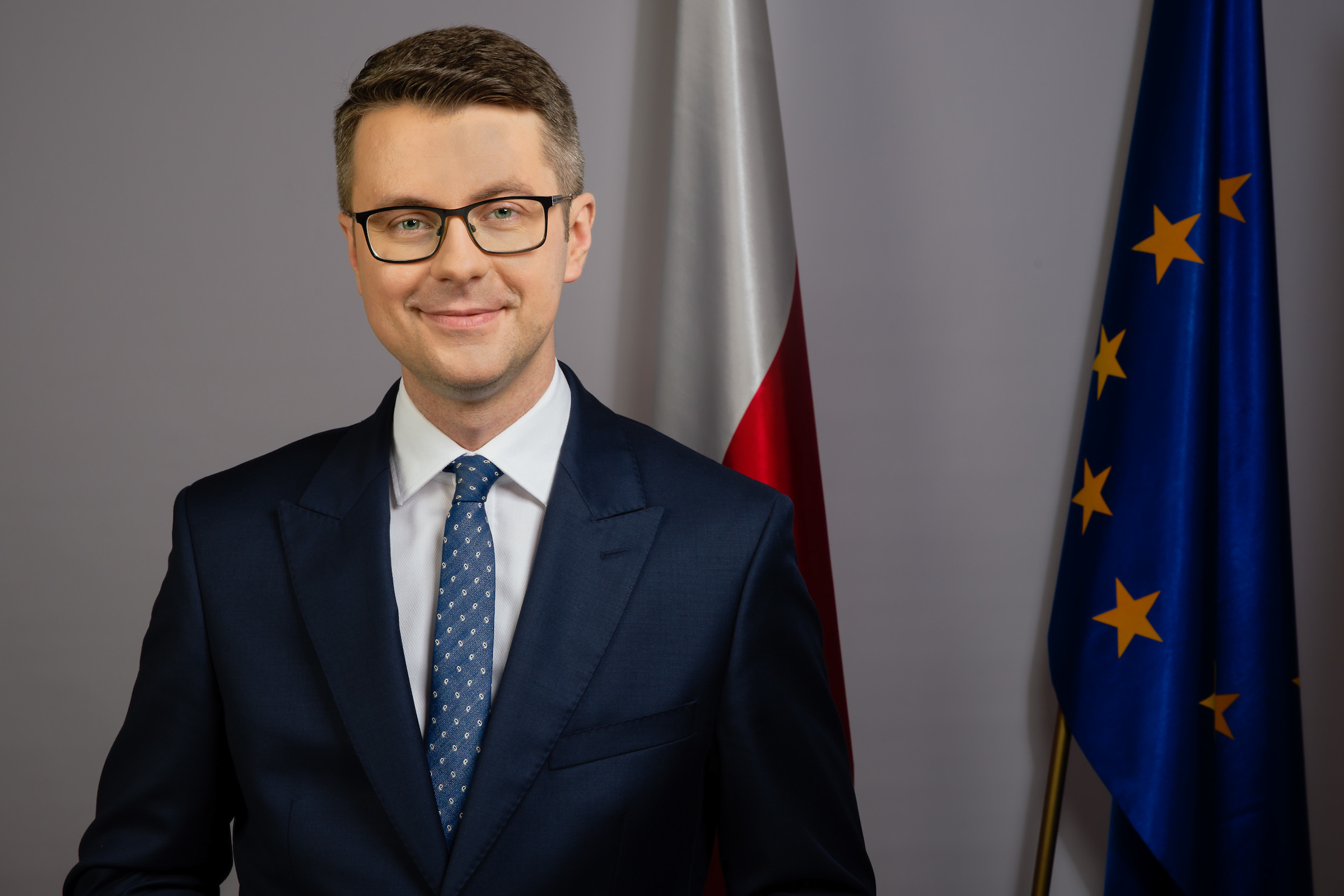
rzecznik prasowy rządu i sekretarz stanu Piotr Müller (PiS)
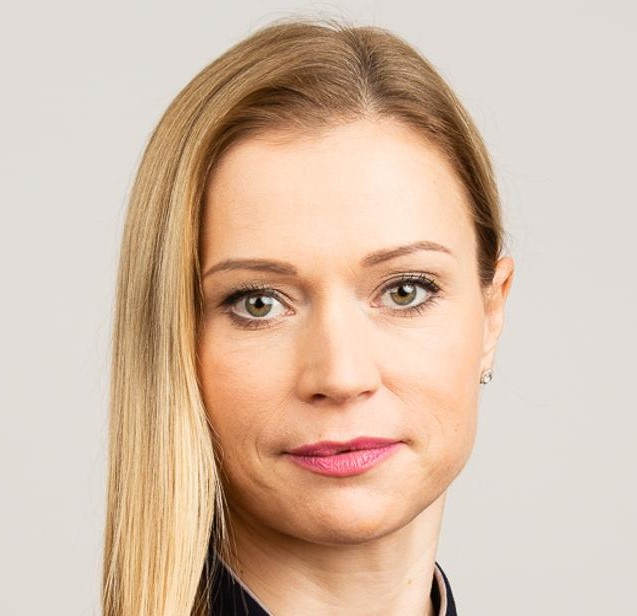
dyrektor generalny Kancelarii Premiera Anna Nałęcz

## Pierwszy rząd Mateusza Morawieckiego

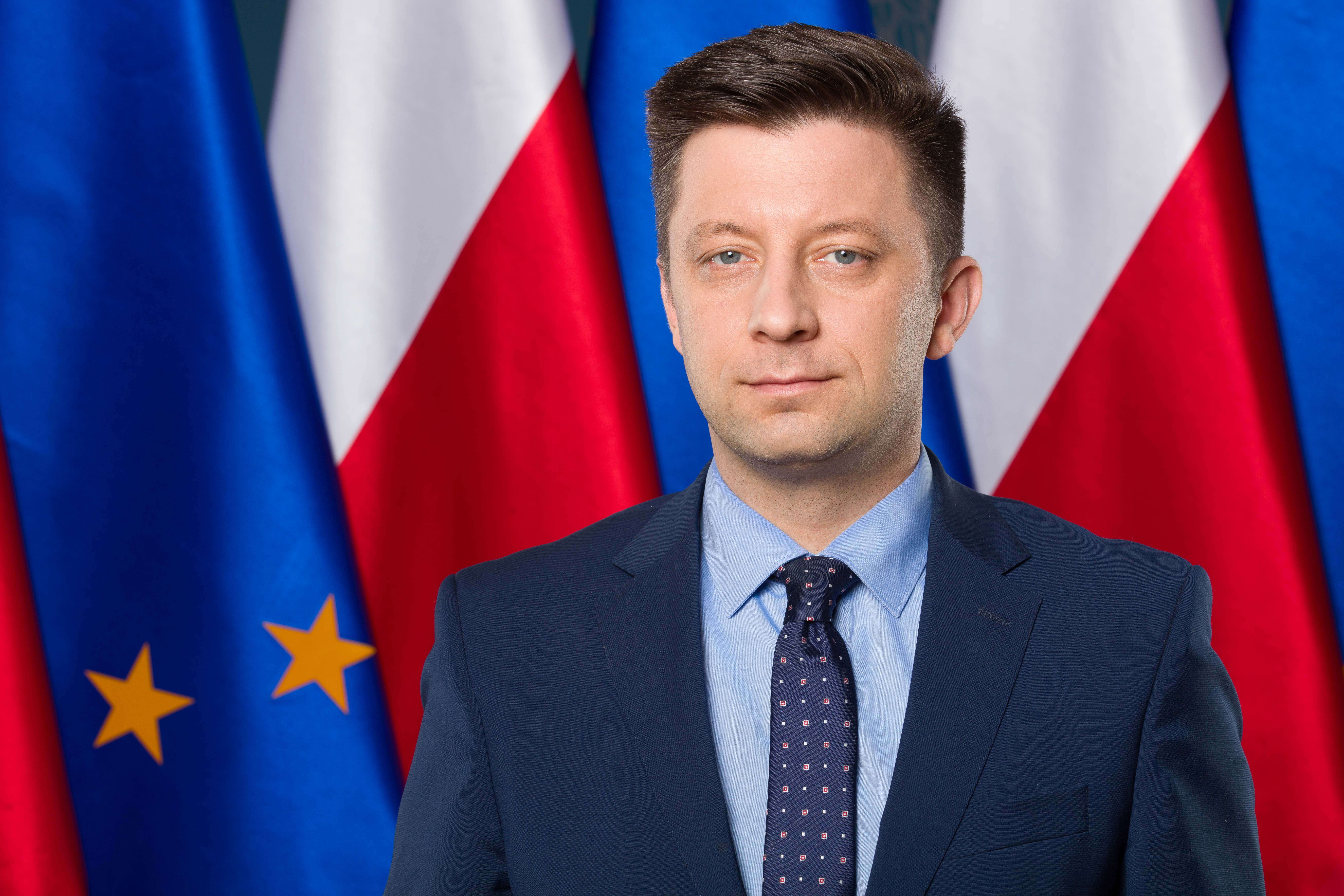
szef Kancelarii Prezesa Rady Ministrów[m] Michał Dworczyk (PiS)[n]
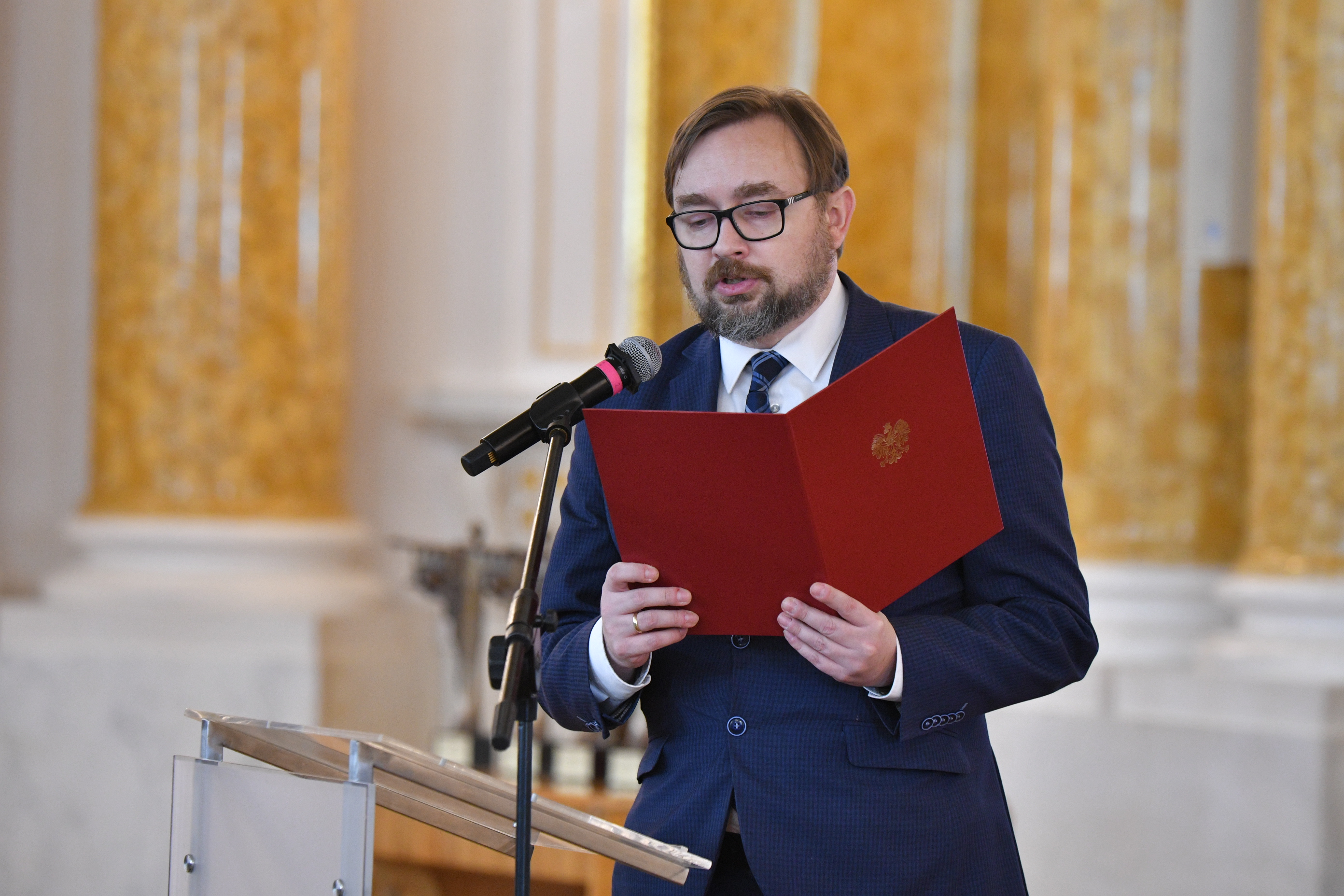
zastępca szefa Kancelarii Prezesa Rady Ministrów[o] Paweł Szrot (PiS)[p]
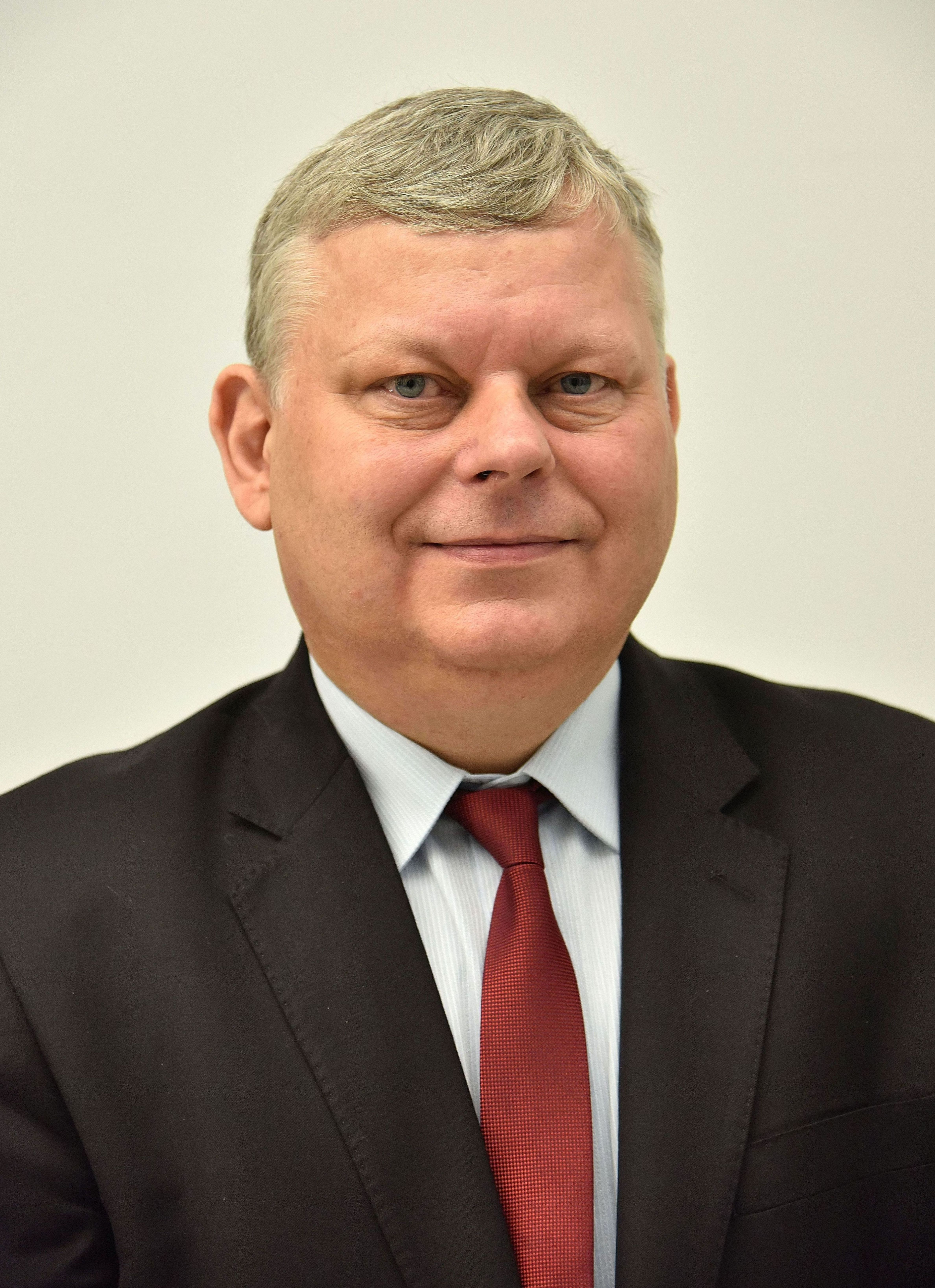
szef Gabinetu Politycznego Prezesa Rady Ministrów Marek Suski (PiS)[q]
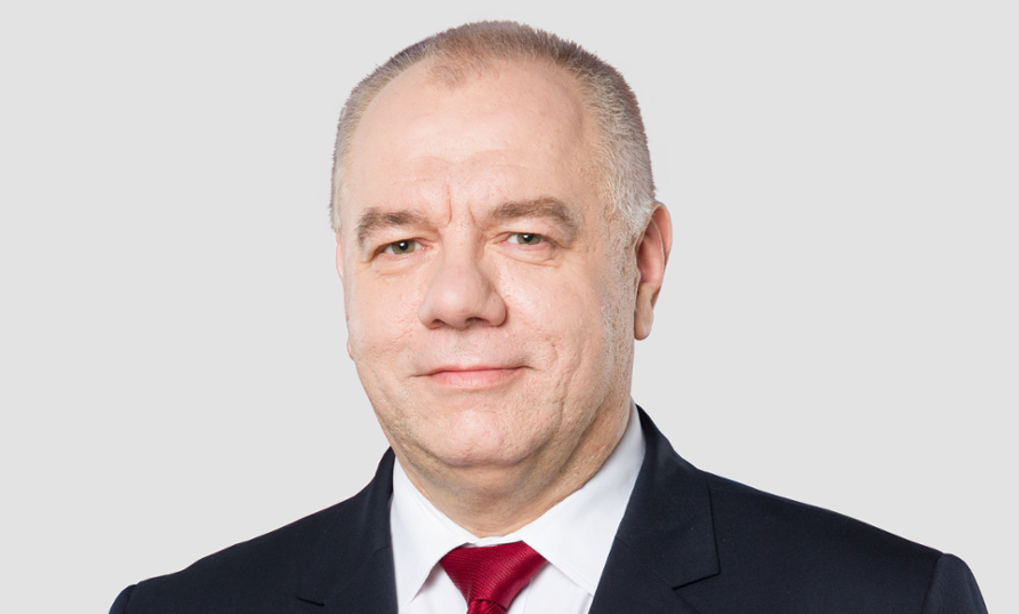
przewodniczący Komitetu Stałego Rady Ministrów[r] Jacek Sasin (PiS)[s]
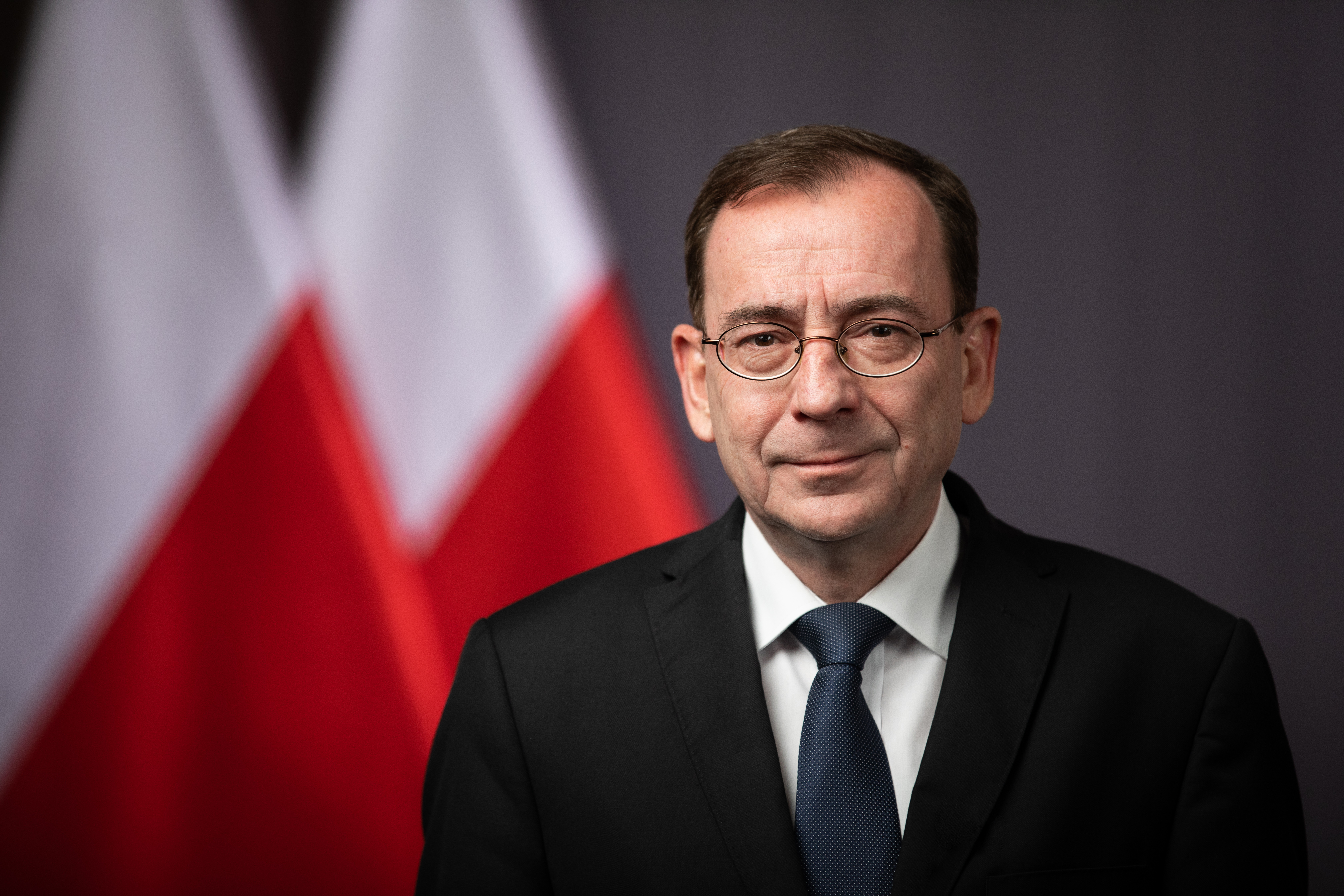
koordynator ds. służb specjalnych Mariusz Kamiński (PiS)[t]
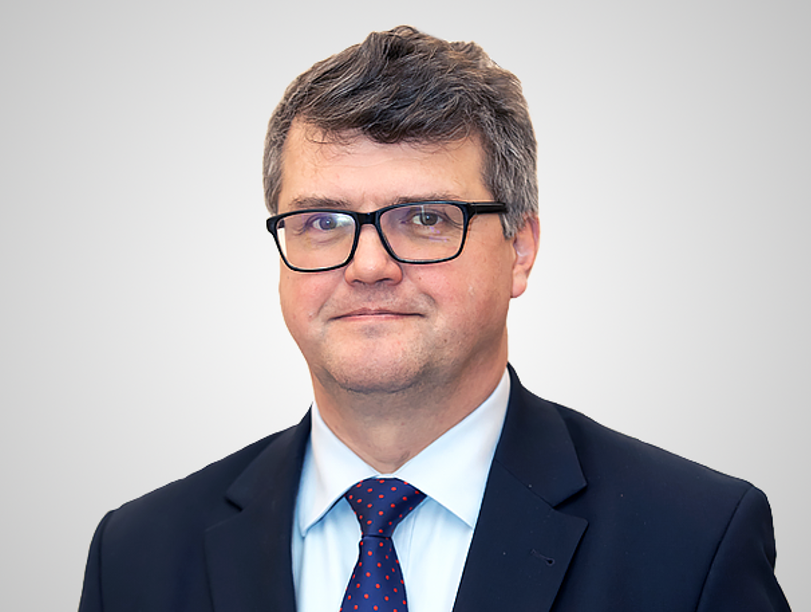
zastępca koordynatora służb specjalnych Maciej Wąsik (PiS)[u]
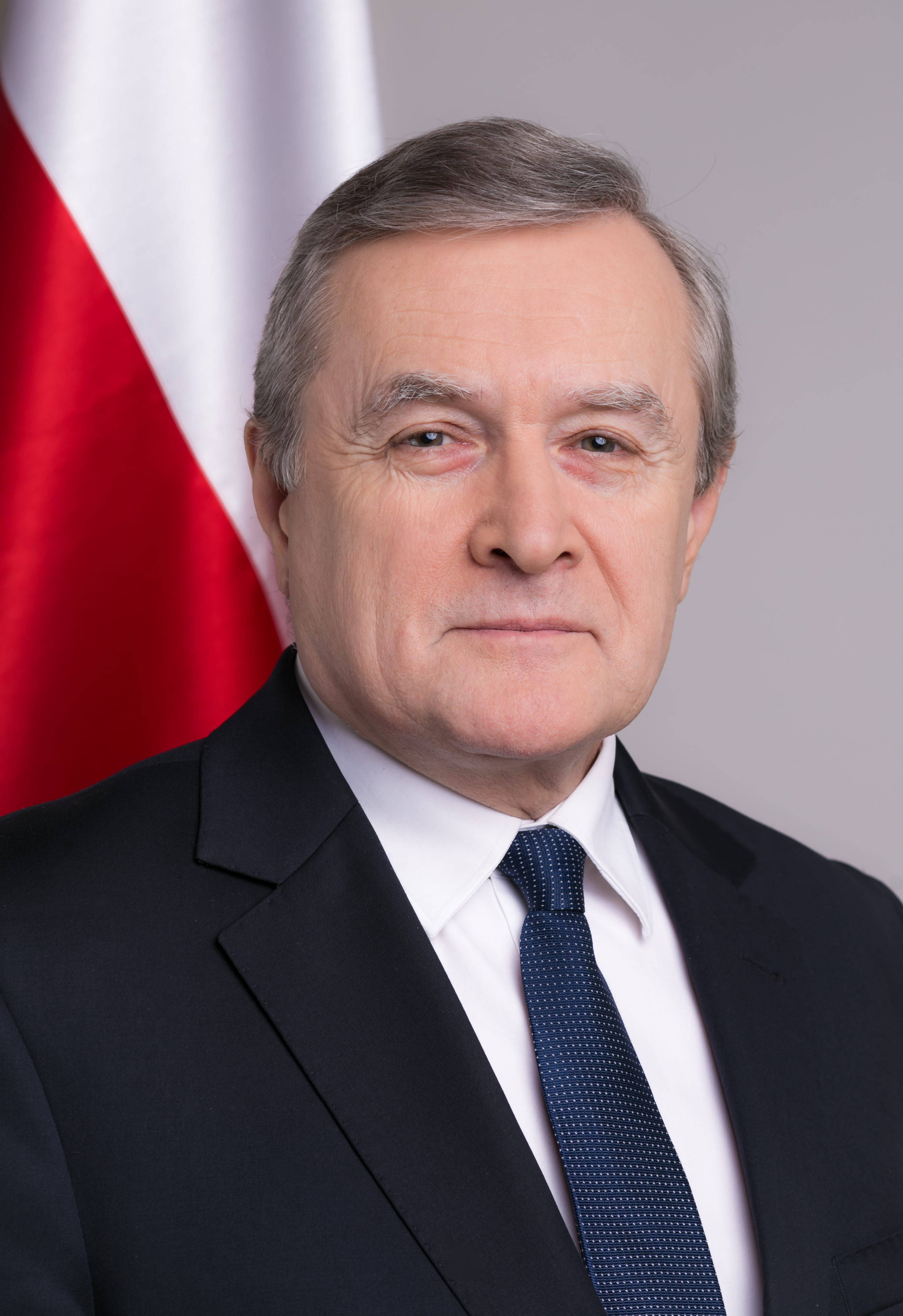
przewodniczący Komitetu ds. Pożytku Publicznego[v] Piotr Gliński (PiS)[w]
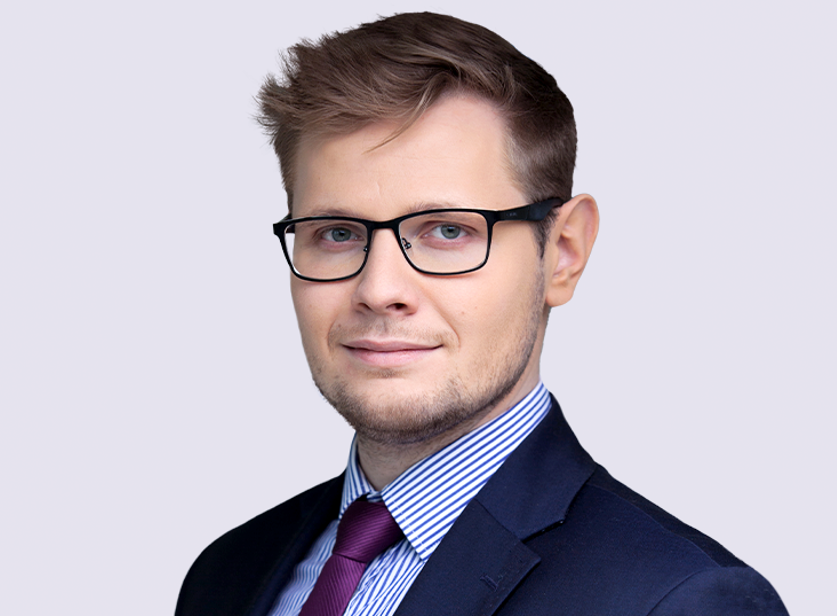
minister-członek Rady Ministrów Michał Woś (SP)[x]
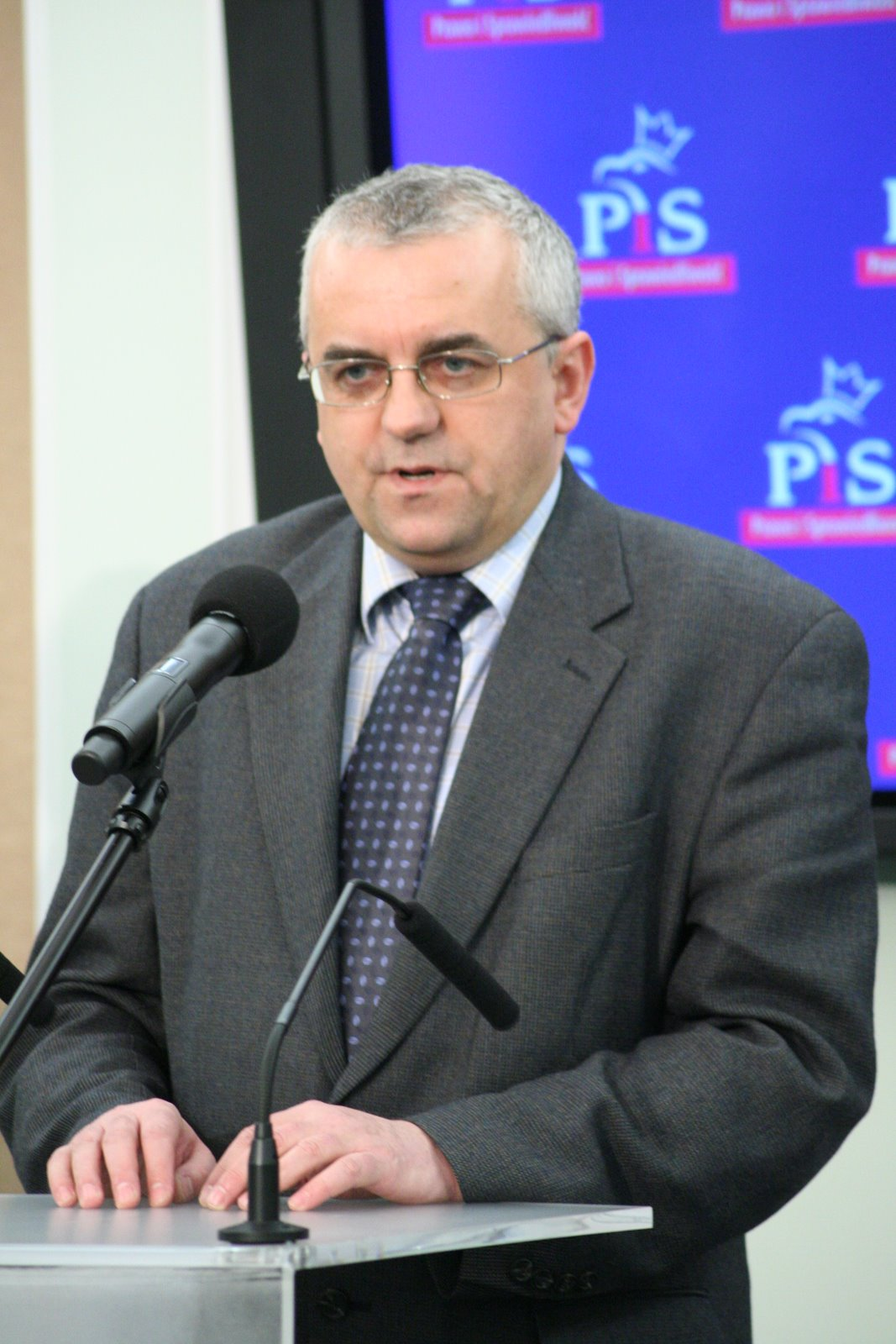
pełnomocnik Rządu ds. społeczeństwa obywatelskiego oraz pełnomocnik Rządu ds. równego traktowania[y] Adam Lipiński (PiS)[z]
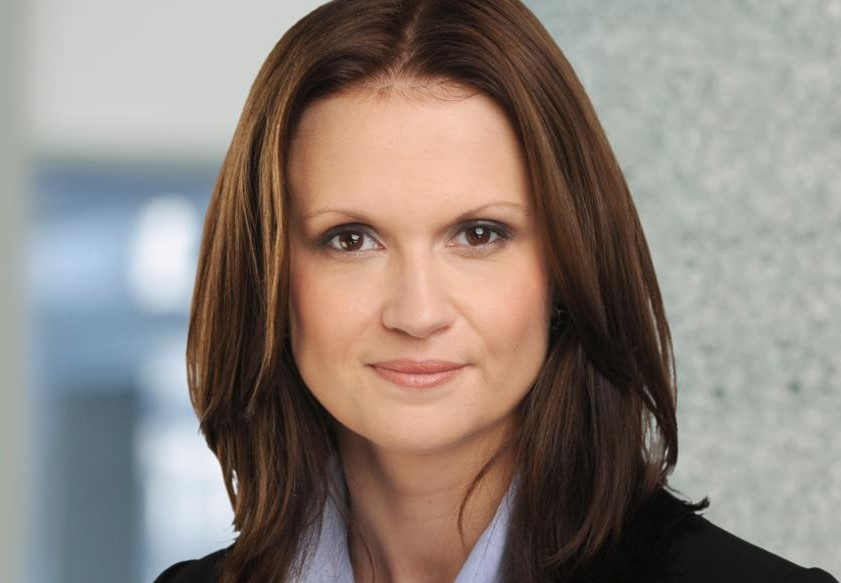
pełnomocnik prezesa Rady Ministrów do spraw dialogu międzynarodowego Anna Schmidt-Rodziewicz (PiS)[aa]
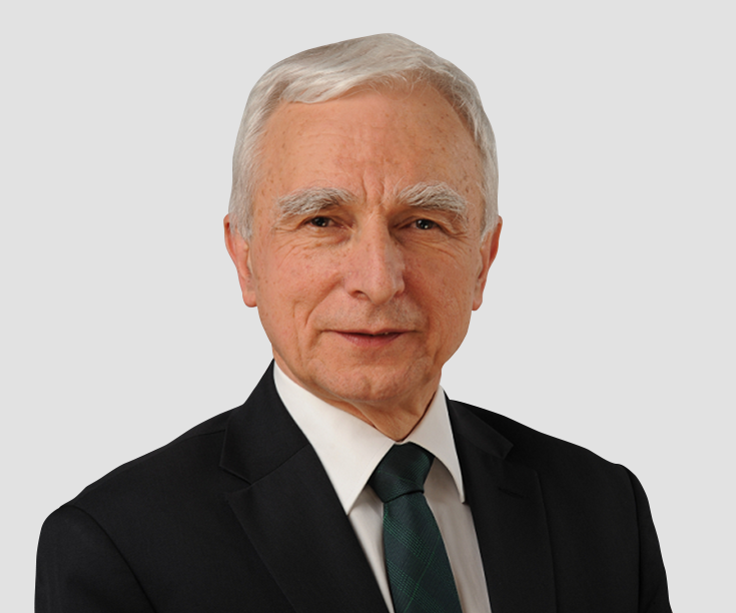
pełnomocnik Rządu ds. strategicznej infrastruktury energetycznej Piotr Naimski (PiS)[ab]
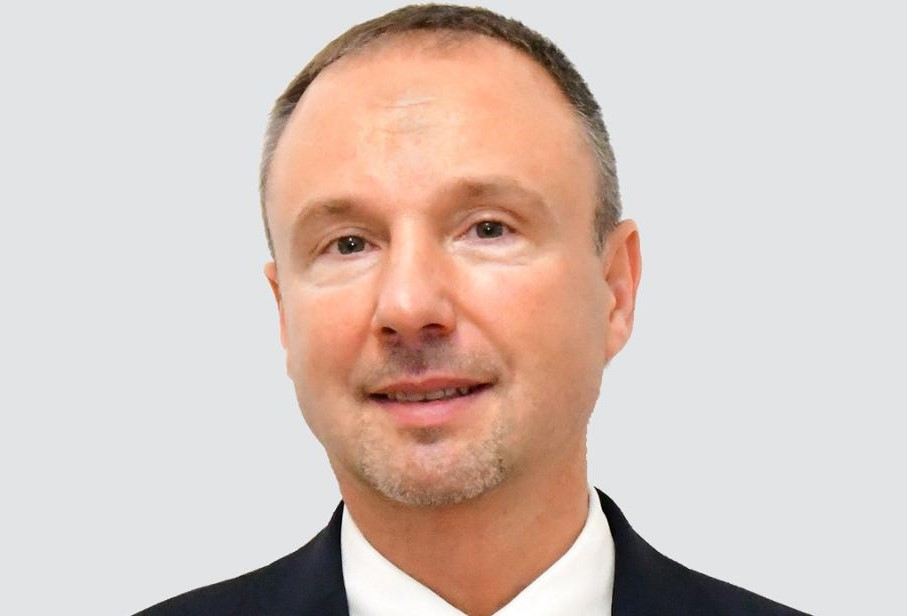
sekretarz Rady Ministrów Tomasz Szczegielniak[ac]
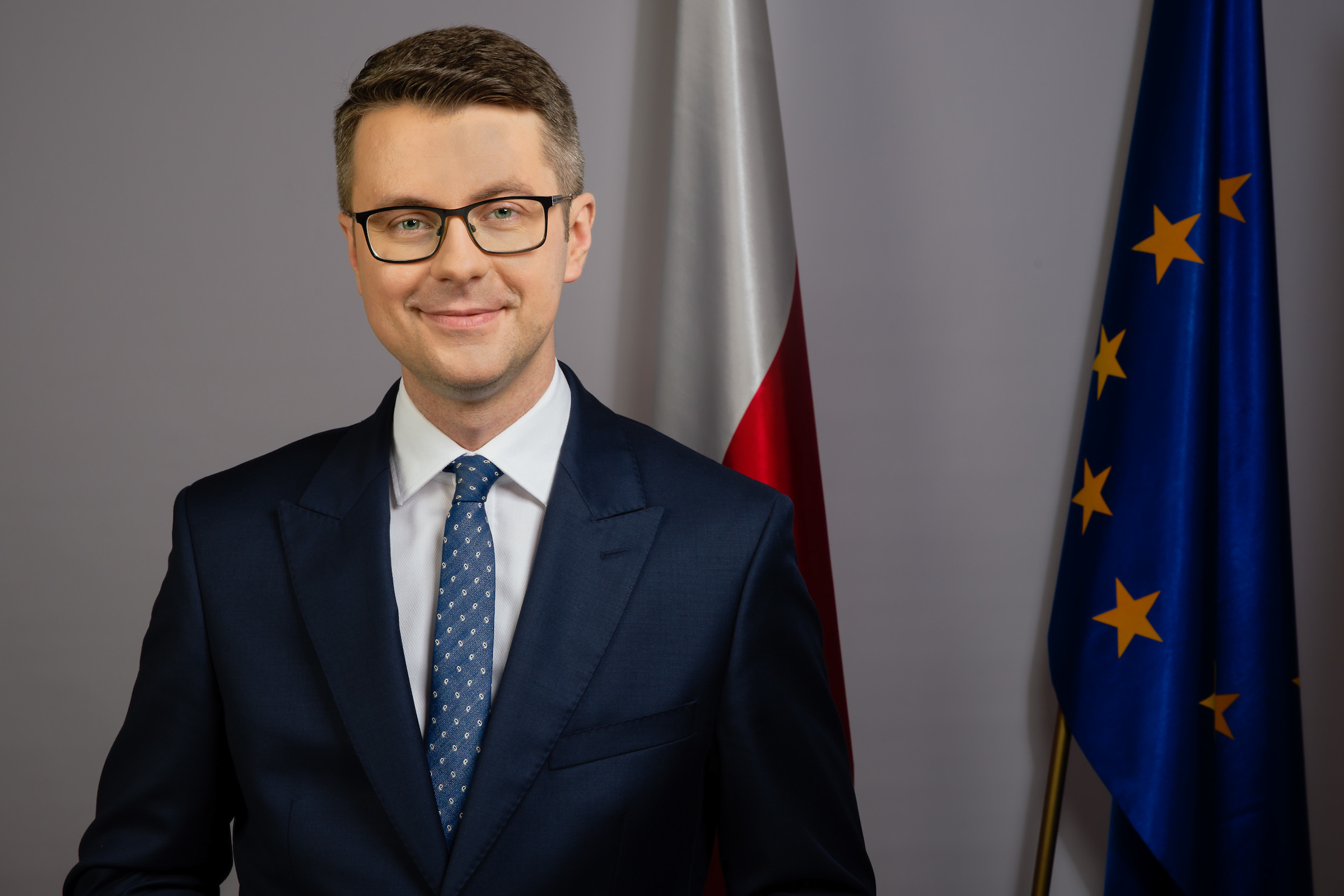
rzecznik prasowy rządu Piotr Müller (PiS)
dyrektor generalny Kancelarii Premiera Magdalena Tarczewska-Szymańska